# Jim Beach
Henry James Beach (Gloucester, 9 de marzo de 1942) es un abogado y mánager musical británico, más conocido por ser el representante de la banda de rock Queen, de sus respectivos miembros y del grupo de comedia Monty Python. Apodado "Miami" por Freddie Mercury debido a su apellido, se hizo cargo de la dirección de la banda en 1978, después de haber actuado en su nombre como abogado.
Beach es cofundador del Mercury Phoenix Trust, que promueve la prevención del SIDA en todo el mundo. Tiene su residencia en Montreux, Suiza.